# Schwanheim (Frankfurt nad Menem)
Schwanheim, Frankfurt-Schwanheim – 18. dzielnica (Stadtteil) miasta Frankfurt nad Menem, w Niemczech, w kraju związkowym Hesja. Należy do okręgu administracyjnego West.